# Osmanlıspor Futbol Kulübü
L'Osmanlıspor, abans conegut com a Büyükşehir Belediye Ankaraspor, B.B. Ankaraspor o simplement Ankaraspor, és un club esportiu turc de la capital Ankara. En destaca per importància la seva secció de futbol.
Juga a l'estadi Osmanlı Stadyumu inaugurat el 1974. El nou estadi 06 Arena és en construcció, inauguració prevista el 2018.

## Història
El club ha tingut diversos noms durant tota la història. Aquests han estat:
- 1978: Ankara Belediyespor
- 1994: Ankara Büyükşehir Belediyespor
- 1998: Büyükşehir Belediye Ankaraspor
- 2005: Ankaraspor Kulübü
- 2014: Osmanlıspor

## Palmarès
- Copa TSYD (2)

## Seccions
A més del futbol el club té seccions de bàdminton, basquetbol, boxa, handbol, hoquei gel, judo, tennis taula i lluita.